# Dryadella
Dryadella é um género botânico pertencente à família das orquídeas (Orchidaceae). Foi proposto por Carlyle August Luer em Selbyana 2(2-3): 207, em 1978, elegendo sua espécie tipo a Masdevallia elata Luer. O nome é uma referência mitológica às Dríades, ninfas das florestas.
As espécies deste gênero eram antes classificadas em Masdevallia sect. Rhombopetalae Kraenzl., Repert. Spec. Nov. Regni Veg. Beih. 34: 188. (1925); e Masdevallia subg. Trigonanthe Schltr., Repert. Spec. Nov. Regni Veg. Beih. 35: 48. (1925). nom. nud..
Existem cerca de cinquenta espécies de Dryadella espalhadas pela América tropical, da Guatemala ao sul do Brasil, que antes faziam parte do gênero Masdevallia, suas parentes próximas. São miniaturas epífitas, de crescimento cespitoso, em regra que  habitam florestas úmidas e sombrias.
Seus caules são curtos delgados unifoliados, com folha mais ou menos estreita ereta, de bastante carnosa ou semiterete até coriácea. As curtas inflorescências brotam junto à base das folhas, são solitárias porém não raro abundantes, fasciculadas, com flores pequenas ou minúsculas.
As flores têm sépalas geralmente caudadas que possuem junto à base um calo transversal que sustenta o labelo e as pétalas na posição correta. As pétalas, bem mais largas que compridas, muito menores que as sépalas, permanecem alinhadas para a frente, paralelas à coluna. Normalmente são de estranhos formatos angulosos. O labelo possui dois calos e permanece pendurado à coluna por longa e tênue garra. A coluna é larga, com duas asas laterais e duas polínias. Para inflornações sobre sua filogenia ver Specklinia.